# تقسيم البنغال (1947)
تقسيم البنغال عام 1947 أو التقسيم الثاني للبنغال هو جزء من تقسيم الهند، والذي قُسمت فيه مقاطعة البنغال الهندية البريطانية على أساس خط رادكليف بين الهند وباكستان. أنتج عن التقسيم أن أصبحت البنغال الغربية ذات الغالبية الهندوسية ولاية هندية، وأصبحت البنغال الشرقية ذات الغالبية المسلمة (الآن بنغلاديش) مقاطعة في باكستان.
اجتمعت الهيئة التشريعية البنغالية في 20 يونيو 1947 لتحديد مستقبل حكم البنغال إن كانت ستنضم كلها للهند أو باكستان؛ أو يمكن أن تقسم إلى شرق وغرب البنغال. قررت الجمعية في الجلسة التمهيدية المشتركة بأغلبية 120 صوتًا مقابل 90 ألا تقسم البنغال إذا انضمت كلها إلى الجمعية باكستان. قرر اجتماع منفصل للمشرعين من ولاية البنغال الغربية بأغلبية 58 صوتًا مقابل 21 بأن تُقسم المقاطعة وأن تنضم ولاية البنغال الغربية إلى في الهند. قرر المشرعون عن البنغال الشرقية في اجتماع منفصل آخر بأغلبية 106 أصوات مقابل 35 ألا تُقسم المقاطعة، و107 أصوات مقابل 34 أن تنضم البنغال الشرقية إلى باكستان في حال التقسيم. حدد استفتاء سلهت في 6 يوليو 1947 وضع سلهت وهو أن تفصل عن آسام و تدمج في البنغال الشرقية.
قسمت البنغال ونقل السلطة إلى باكستان والهند في 14-15 أغسطس 1947 في ما أصبح يعرف باسم «خطة 3 يونيو» أو «خطة ماونتباتن». أنهى استقلال الهند في 15 أغسطس 1947 أكثر من 150 عامًا من النفوذ البريطاني في شبه القارة الهندية. وأصبحت البنغال الشرقية فيما بعد دولة بنغلاديش المستقلة بعد حرب الاستقلال البنغلاديشية عام 1971.

## الخلفية
قسمت البنغال إداريًا أول مرة في عام 1905 فشُكلت مقاطعتين هما غرب وشرق البنغال لتكون الإدارة أسهل. جزأ التقسيم المقاطعة إلى غرب البنغال ذي الأغلبية الهندوسية والشرق ذي الأغلبية المسلمة، لكن بقي أقليات كبيرة من الهندوس في شرق البنغال وأقليات أخرى من المسلمين في غرب البنغال. كان المسلمون يؤيدون التقسيم بسبب أنهم سيحصلون على مقاطعة خاصة بهم، لكن لم يؤيده الهندوس. هذا الخلاف بين الطرفين أدى إلى زيادة العنف والاحتجاجات ثم أخيرًا في عام 1911، أُعيد توحيد المقاطعتين مرة أخرى.

## قرار الجمعية التشريعية
صوت أعضاء الهيئة التشريعية البنغالية في ثلاث جولات تصويت منفصلة على اقتراح تقسيم البنغال في 20 يونيو 1947:
- جاءت نتيجة التصويت في الجلسة المشتركة لمجلس النواب، المكونة من جميع أعضاء الهيئة 126 صوتًا مقابل 90 صوتًا للانضمام إلى الجمعية التأسيسية الموجودة (أي الهند).
- ثم مرر أعضاء مناطق البنغال ذات الأغلبية المسلمة في جلسة منفصلة اقتراحًا بأغلبية 106 مقابل 35 صوتًا ضد تقسيم البنغال وبدلاً من ذلك انضمام كامل البنغال إلى الجمعية التأسيسية الجديدة (أي باكستان).
- أعقب ذلك اجتماع منفصل لأعضاء مناطق البنغال ذات الأغلبية غير المسلمة الذين صوتوا بنتيجة 58 إلى 21 صوتًا لصالح تقسيم المقاطعة.

كانت نتيجة إجراءات المجلس في 20 يونيو أن تقرر انفصال البنغال. وهذا مهد الطريق لإنشاء ولاية البنغال الغربية  الهندية والبنغال الشرقية الباكستانية. صوت ناخبو سلهت لصالح الانضمام إلى شرق البنغال في استفتاء أجري في 7 يوليو. قررت لجنة الحدود التي يرأسها السير سيريل رادكليف ترسيم الحدود بين المقاطعتين المنشأتين حديثًا. ونُقلت السلطة إلى باكستان والهند في 14 و15 أغسطس بشكل متتالٍ وذلك بموجب قانون الاستقلال الهندي لعام 1947.

## معارضة التقسيم
كان رضا كريم زعيم بنغالي مسلم في المؤتمر الوطني الهندي دعى للوحدة بين الهندوس والمسلمين ولفكرة الهند الموحدة. وذكر أن الفكرة القائلة بأن الهندوس والمسلمين هما أمتان متميزتان هي فكرة غير تاريخية، وأن المسلمين الهنود يواجهون التمييز خارج شبه القارة الهندية. أكد رضا كريم أن الفيدا والأوبنشاد وراما وسيتا والرامايانا والماهابهارات وكريشنا والجيتا وأشوكا وأكبر وكاليداس وأمير خسرو وأورنكزيب ودارا ورانا براتاب وسيتارام هي أجزاء مشتركة قي تاريخ الأمتين. ونادى بالقومية المركبة فذكر المؤرخ نيليش بوس من جامعة فيكتوريا أن رضا كريم طور قومية إسلامية بنغالية مركبة تسعى لدمج الدين والأمة ضمن إطار الهند المستقلة.

### خطة البنغال المتحدة

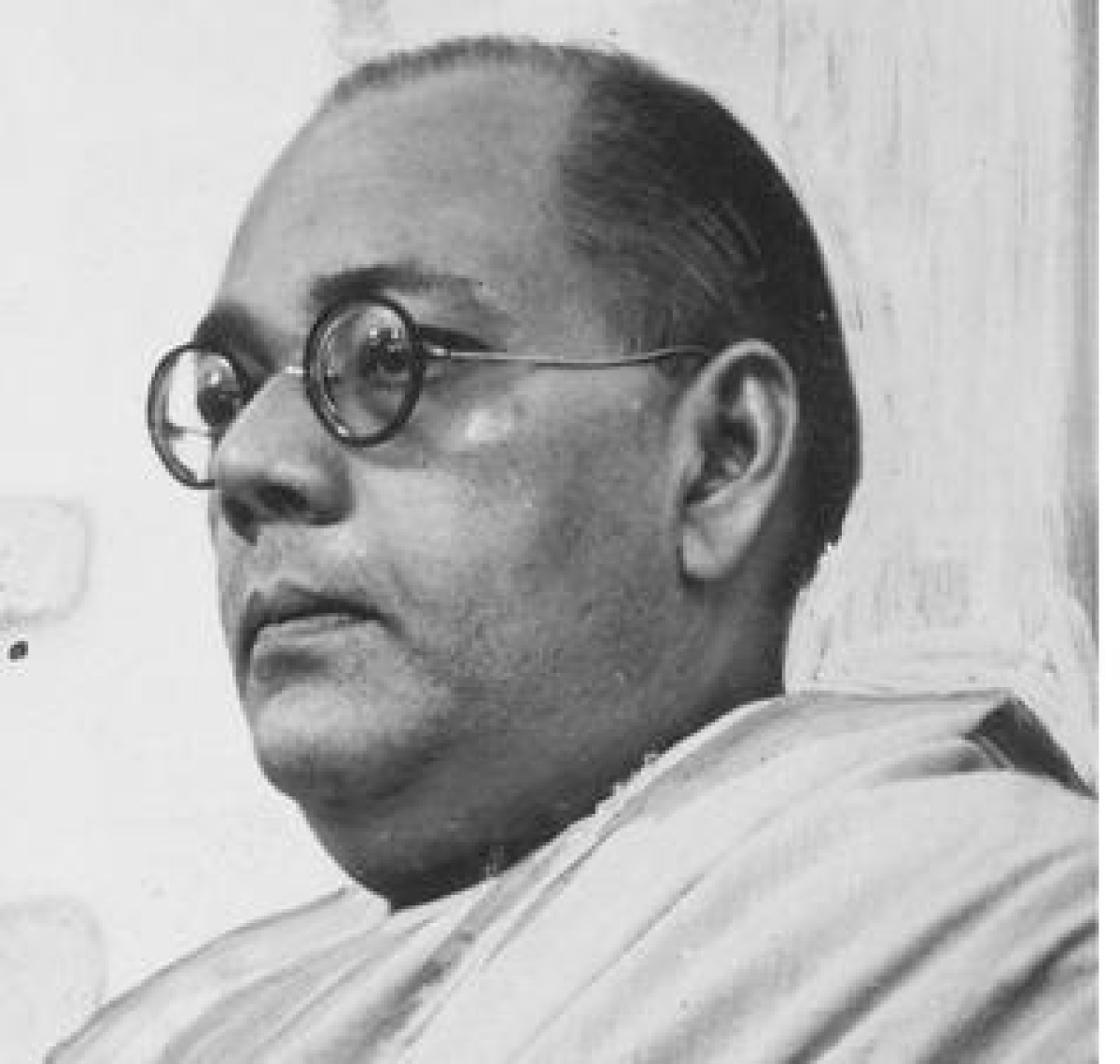
سارات شاندرا بوس أحد مؤيدي خطة البنغال المتحدة

اقترح حسين شهيد سهروردي، زعيم الرابطة الإسلامية في البنغال، خطة لإقامة دولة بنغالية موحدة مستقلة لا تنضم لباكستان أو الهند. أدرك سهروردي أن تقسيم البنغال سيكون له تأثير اقتصادي مدمر على البنغال الشرقية فستكون جميع مناجم الفحم ومصانع الجوت باستثناء اثنين والمنشآت الصناعية الأخرى في الجزء الغربي الذي يغلب عليه الهندوس. عرض سهروردي هذه الفكرة في مؤتمر صحفي بدلهي بتاريخ 27 أبريل 1947.
أراد محمد علي جناح زعيم رابطة مسلمي عموم الهند استقلال البنغال الموحدة. وقد صرح لمونتباتن "ما قيمة البنغال بدون كلكتا؟ كان من الأفضل لهم أن يبقوا موحدين ومستقلين. أنا واثق من أنهم سيحافظون على علاقات ودية معنا". اختلفت آراء قيادات الرابطة الإسلامية في البنغال حول فكرة البنغال الموحدة. دعم الفكرة الزعيم أبو الهاشم، بينما عارضها نور الأمين ومحمد أكرم خان. حث السهروردي محمد جناح في 15 مايو ليدعم الفكرة. التقى جناح بمعارضي الاقتراح أيضًا بعدها بفترة. أبدى جناح إعجابه بالفكرة سرًا في المراسلات لكنه لم يعلن دعمه لأي من الطرفين علنًا. لكن المؤرخين منقسمين حول ما إذا كان جناح فعلًا يدعم فكرة استقلال البنغال الموحدة عن باكستان وإلى أي مدى. يذكر بيديوت تشاكرابارتي وسراجول إسلام أن جناح ربما وافق على الخطة أو دافع عنها معتقدًا أن البنغال المستقلة قد تكون الخطوة الأولى لانضمام البنغال كلها لباكستان الأكبر. بينما يرى آخرون أنه إما لم يدعم الخطة أو كان ضدها.
وافق قادة قليلون من حزب المؤتمر الوطني الهندي على الخطة، مثل زعيم مؤتمر مقاطعة البنغال البارز سارات شاندرا بوز، الأخ الأكبر لنيتاجي وكيران شانكار روي. بينما رفضها معظم القادة الآخرين وقادة المؤتمر بمن فيهم جواهر لال نهرو وفالاباي باتل. وعارضها بشدة الهندوس القوميون مثل ماهاسابها الهندوسي بقيادة سياما براساد موخيرجي، معتبرين إياها مجرد حيلة من السهروردي لمنع تقسيم البنغال ولكي يكون الجزء الصناعي الغربي منها (تشمل مدينة كلكتا) تحت سيطرة الرابطة الإسلامية. وادعوا أنه حتى لو استقلت البنغال إنها ستكون تابعة لباكستان بالاسم، وستظل الأقلية الهندوسية تحت رحمة الأغلبية المسلمة.
وواصل بوز والسهروردي المحادثات للتوصل إلى تفاهم حول البنية السياسية للدولة المقترحة على أن فرصة قبول اللجنة المركزية لحزب المؤتمر كانت ضعيفة. وكما شعر السهروردي اعتقد بوز أيضًا أن التقسيم سيؤثر سلبًا على اقتصاد البنغال وأن حوالي نصف الهندوس سيجدون أنفسهم عالقين في باكستان الشرقية. نُشرت اتفاقية الدولة المستقلة في 24 مايو 1947 ولكنها كانت ذات طابع سياسي بشكل كبير. لم يعجب الاقتراح أغلب الشعب وبالأخص الهندوس. سرعان ما اختلف بوز والسهروردي حول طبيعة الانتخاب: موحد أو منفصل، فأصر السهروردي على الانتخاب المنفصل للمسلمين وغير المسلمين، بينما عارض بوس الفكرة وانسحب من دعمه للفكرة. نتيجة لعدم وجود دعم كبير آخر من المؤتمر، تم تجاهل خطة البنغال المتحدة.

## النزوح

### 1946-1951
هاجر الاجئين البنغال الهندوس والمسلمين من كلا الجانبين بعد التقسيم إلى البنغال الغربية ذات الأغلبية الهندوسية والبنغال الشرقية ذات الأغلبية المسلمة. تشير التقديرات قبل التقسيم أن عدد سكان البنغال الغربية يبلغ 21.2 مليون نسمة منهم 5.3 مليون مسلم أي حوالي 25% من السكان. أما في البنغال الشرقية فكان هناك 39.1 مليون نسمة منهم 10.94 مليون هندوسي أو حوالي 28% من السكان. هاجر حوالي 2.2 مليون هندوسي بنغالي البنغال الشرقية الباكستانية إلى البنغال الغربية في الهند، و1.9 مليون مسلم بنغالي هاجروا من البنغال الغربية الهندية إلى البنغال الشرقية الباكستانية بعد التقسيم مباشرةً بسبب العنف وأعمال الشغب. لكن عاد معظم المسلمين الذين غادروا في عام 1947 إلى البنغال الغربية في الهند قبل توقيع ميثاق دلهي في عام 1950.
شهد البنجاب حدوث تبادل سكاني كامل بين المسلمين والسيخ/الهندوس البنجابيين أثناء التقسيم، هذا الأمر لم يحدث أمر مشابه له في البنغال؛ فقد كانت هجرة الهندوس والمسلمين البنغاليين متدرجة أكثر وأقل عنفًا. كان التبادل السكاني بشكل عام من جانب واحد، فهاجر معظم الهندوس من البنغال الشرقية، بينما بقي معظم المسلمين في البنغال الغربية. طالب شياما براساد موخيرجي زعيم ماهاسابها الهندوسي بتبادل سكاني كامل أثناء التقسيم - تبادل المسلمين البنغاليين في البنغال الغربية مع الهندوس في البنغال الشرقية - لكن ذلك لم يتحقق بسبب عدم اهتمام قادة الحكومة المركزية آنذاك. حاليًا 8% فقط من سكان بنغلاديش (البنغال الشرقية سابقًا) هندوس بينما أصبحت نسبة المسلمين في البنغال الغربية 27% مقارنة بـ 25% عند التقسيم.

### 1960
دخل ما يقدر بنحو مليون لاجئ هندوسي ولاية البنغال الغربية بحلول عام 1960 وغادر ما يقرب من 700,000 مسلم إلى باكستان الشرقية. رافق تدفق اللاجئين في البنغال أيضا حقيقة أن الحكومات كانت أقل استعدادا لإعادة تأهيلهم، مما أدى إلى مشاكل ضخمة في الإسكان والصرف الصحي للملايين.

### 1964
تشير تقديرات السلطات الهندية هجرة 135,000 لاجئ هندوسي إلى ولاية البنغال الغربية من باكستان الشرقية في انتفاضة باكستان الشرقية عام 1969، وبدأ المسلمون في الهجرة إلى باكستان الشرقية من ولاية البنغال الغربية، تذكر الأرقام الباكستانية في أوائل أبريل من ذلك العام، هجرة 83,000 لاجئ مسلم من ولاية البنغال الغربية.

### 1971
فرّ حوالي 7,235,916 لاجئ من بنغلاديش إلى ولاية البنغال الغربية في الهند أثناء حرب الاستقلال البنغلاديشية في عام 1971. حوالي 95٪ من هؤلاء اللاجئين كانوا من الهندوس البنغاليين، وبعد استقلال بنغلاديش بقي حوالي 1,521,912 هندوسي بنغالي منهم في البنغال الغربية. استوطن الهندوس البنغاليين بشكل أساسي في مناطق نادية وشمال 24 بارجاناس وجنوب 24 بارجاناس في البنغال الغربية بعد العام 1971.

## ما بعد التقسيم

### أزمة النزوح
بدأت عملية تبادل السكان فور التقسيم. هاجر الملايين من الهندوس إلى الهند من ولاية البنغال الشرقية واستقر أغلبهم في ولاية البنغال الغربية، بينما توجه الكثيرون إلى آسام وتريبورة وولايات أخرى. كانت أزمة اللاجئين في البنغال مختلفة بشكل واضح عن البنجاب في الحدود الغربية للهند، فشهدت البنجاب أعمال شغب طائفية واسعة النطاق قبل التقسيم مباشرة، لذا حدث تبادل سكاني سريع في البنجاب. بينما حدثت الهجرة تدريجيًا واستمرت على مدى العقود الثلاثة التالية للتقسيم. أعمال الشغب كانت محدودة في البنغال قبل الاستقلال إلا أن الأجواء كانت مشحونة بشكل جماعي. شعر الهندوس في ولاية البنغال الشرقية والمسلمون في ولاية البنغال الغربية بعدم الأمان وكان عليهم اتخاذ قرار حاسم إما كانوا سيغادرون إلى مستقبل غير مؤكد في بلد آخر أو يبقون ويعيشون تحت ظل المجتمع الآخر. هاجر أثرياء الهندوس من البنغال الشرقية أولًا. ووفرت الفرصة لموظفي الحكومة لتبادل مناصبهم بين الهند وباكستان. تبع ذلك هجرت الطبقات العليا والمتوسطة الحضرية المتعلمة وطبقة النبلاء والتجار ورجال الأعمال والحرفيين إلى الهند، الذين كان لديهم غالبًا أقارب واتصالات في ولاية البنغال الغربية مما سهل عليهم الاستقرار. اتبع المسلمون نمطًا مشابهًا فهاجرت الطبقات العليا والمتوسطة الحضرية والمتعلمة إلى البنغال الشرقية أولًا.
وجد الهندوس الفقراء في البنغال الشرقية وأغلبهم من الداليت صعوبات أكبر في الهجرة بسبب فقرهم، وبما أن الكثير منهم كانوا فلاحين لا يجيدون غير الزراعة فقد بقي معظمهم في ولاية البنغال الشرقية. شهدت باريسال ومناطق أخرى في باكستان الشرقية أعمال شغب عنيفة في عام 1950 هاجر بسببها الهندوس إلى الهند. وصف جوجندرا ناث ماندال زعيم الداليت والذي دعم الرابطة الإسلامية احتجاجًا على تمييز الطبقات العليا من دينه له وللداليت الوضع بوضوح في خطاب استقالته إلى رئيس الوزراء الباكستاني لياقت علي خان. بالإجمال هاجر معظم الهندوس من ولاية البنغال الشرقية، بينما بقي المسلمون بشكل كبير في ولاية البنغال الغربية، لكن مع مرور السنين عُزل مجتمع المسلمين وفُصل اجتماعياً واقتصادياً عن الأغلبية الهندوسية، ويتضح تهميش مسلمي البنغال الغربية من خلال المؤشرات الاجتماعية مثل معدلات القراءة والكتابة ودخل الفرد.

#### الإحصائيات
سجل تعداد عام 1951 في الهند وجود 2.523 مليون لاجئ من ولاية البنغال الشرقية، استقر 2.061 مليون منهم في ولاية البنغال الغربية. هاجر الباقون إلى آسام وتريبورة وولايات أخرى. وصل عددهم إلى أكثر من 6 ملايين بحلول عام 1973. ويبين الجدول التالي الموجات الرئيسية لتدفق اللاجئين والحادث الذي تسبب فيها.
| السنة | السبب                                  | العدد بلك |
| ----- | -------------------------------------- | --------- |
| 1947  | تقسيم الهند                            | 3.44      |
| 1948  | ضم الهند لدولة حيدر آباد في عملية بولو | 7.86      |
| 1956  | باكستان تصبح جمهورية إسلامية           | 3.20      |
| 1964  | أحداث شغب بسبب حادثة حضرة بال          | 6.93      |
| 1971  | حرب الاستقلال البنغلاديشية             | 15        |

سجل تعداد عام 1951 في باكستان وجود 671,000 لاجئ في ولاية البنغال الشرقية معظمهم جاءوا من ولاية البنغال الغربية، وكان الباقون من بهار. وصلت الأرقام إلى 850,000 لاجئ بحلول عام 1961. وتشير التقديرات الأولية إلى أن حوالي 1.5 مليون مسلم هاجروا من البنغال الغربية وبهار إلى البنغال الشرقية في عقدين بعد التقسيم.

#### الرد الحكومي
خصصت الحكومة موارد ضخمة لإعادة تأهيل اللاجئين في البنجاب، بينما لم يحظَ الجزء الشرقي من البلاد بمثل هذه الخطط. لم تكن الحكومة المركزية أو حكومة ولاية البنغال الغربية تتوقعان تبادلًا سكانيًا واسع النطاق ولم تضعا سياسة متناسقة لإعادة تأهيل الملايين من المشردين. كانت الدولة الهندية الحديثة تفتقر إلى الموارد وكانت الحكومة المركزية مثقلة بإعادة توطين 7 ملايين لاجئ في البنجاب. سعت الحكومة الهندية لوقف أو حتى عكس تدفق اللاجئين من البنغال البنغال بدلًا من إعادة توطينهم. وقعت الهند وباكستان ميثاق دلهي في عام 1950 لمنع أي تبادل سكاني آخر بين البنغال الغربية والشرقية. لم تقدم الحكومة المركزية مساعدة كبيرة حتى بعد أن بات واضحًا أن اللاجئين مصممون على عدم العودة إلى بلادهم. وتمثلت سياسة الحكومة لإعادة التوطين في نقلهم إلى مناطق نائية معظمها خارج ولاية البنغال الغربية. وكان من أكثر الخطط جدلًا قرار الحكومة بإجبار اللاجئين على الاستيطان في دانداكارانيا وهي منطقة قاحلة في وسط الهند.

#### التمرد القبلي في تريبورة
كان القبليون يشكلون الأغلبية في ولاية تريبورة الأميرية، وكان البنغاليون المتعلمون يحظون بترحيب من الملك ولعبوا دورًا بارزًا في إدارة الدولة قبل استقلال الهند. هاجر آلاف الهندوس البنغاليين إلى تريبورة بعد التقسيم وهو الذي أدى إلى تغيير جذري في التركيبة السكانية للولاية. أصبحت قبائل تريبورة أقلية في أرضهم، لذا اندلعت أعمال شغب عنيفة بين القبائل والبنغاليين في عام 1980 واستمر التمرد بشكل محدود منذ ذلك الحين.

### الأثر الاقتصادي

#### البنغال الغربية

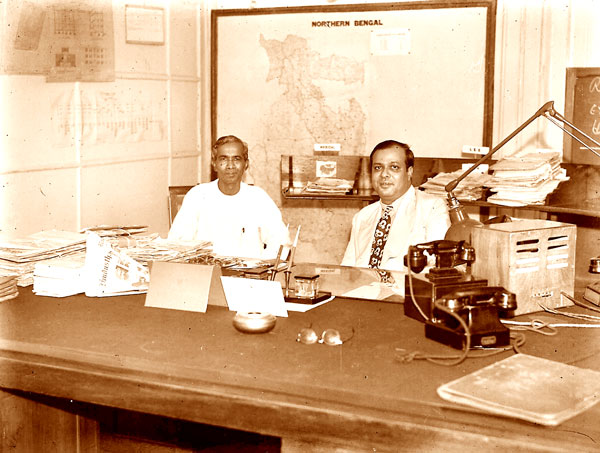
برافولا شاندرا غوش (يسار)، أول رئيس وزراء لولاية البنغال الغربية مع محمد علي بوغرا

واجهت ولاية البنغال الغربية نقصًا حادًا في الغذاء بعد التقسيم، إذ انتقلت المناطق الخصبة المنتجة للأرز إلى البنغال الشرقية، استمر هذا النقص في الغذاء خلال الخمسينيات والستينيات من القرن العشرين. كانت الولاية تعاني من عجز سنوي في الغذاء يقدر بـ950,000 طن بحلول عام 1959، وأصبحت مسيرات الجوع مشهدًا مألوفًا في كلكتا.
كانت صناعة الجوت أكبر صناعة في البنغال عند التقسيم، وقعت أغلب مطاحن الجوت في البنغال الغربية الحالية وكانت توجد أربعة أخماس الأراضي المنتجة للجوت في البنغال الشرقية. وكانت أفضل سلالات الجوت تُزرع في البنغال الشرقية. فوقعت الهند وباكستان اتفاقية تجارية في البداية لاستيراد الجوت الخام من البنغال الشرقية إلى مصانع البنغال الغربية، لكن باكستان كانت تخطط لبناء مصانع في البنغال الشرقية وفرضت قيودًا على تصدير الجوت الخام إلى الهند. واجهت مصانع البنغال الغربية بسبب ذلك نقصًا حادًا ودخلت الصناعة في أزمة. من جهة أخرى لم يجد مزارعو الجوت في البنغال الشرقية سوق لبيع منتجاتهم، وأصبح تصدير الجوت إلى البنغال الغربية عمل معاد لباكستان. ازداد تهريب الجوت الخام عبر الحدود في تلك الفترة، لكن البنغال الغربية زادت بسرعة من إنتاج الجوت وأصبحت بحلول منتصف إلى أواخر الخمسينيات مكتفية ذاتيًا إلى حد كبير في الجوت. أصبحت مصانع البنغال الغربية أقل اعتمادًا على البنغال الشرقية، في حين أنشأت باكستان مصانع جديدة لمعالجة منتجاتها المحلية بدلاً من تصديرها إلى الهند. يوضح الجدول التالي تفاصيل إنتاج الجوت في كلا البلدين في عام 1961:
| عام 1961        | مساحة الأرضي المزروعة بالجوت (هكتار) | الإنتاج (كيلوغرام/طن) | الإنتاج (طن) |
| --------------- | ------------------------------------ | --------------------- | ------------ |
| باكستان الشرقية | 834000                               | 15761                 | 1314540      |
| الهند           | 917000                               | 12479                 | 1144400      |

واجهت صناعتا الورق والجلود في ولاية البنغال الغربية تحديات مشابهة. استخدمت مصانع الورق في البنغال الغربية قبل التقسيم الخيزران من البنغال الشرقية واستخدمت المدابغ الجلود القادمة من البنغال الشرقية أيضًا. أدى نقص المواد الخام إلى تراجعت الصناعتين بسبب نقص المواد الخام.
سبب ضغط ملايين اللاجئين ونقص الغذاء والتدهور الصناعي بعد الاستقلال جعل ولاية البنغال الغربية تواجه أزمة حادة. حاولت حكومة الدكتور بي سي روي معالجة الوضع بإطلاق العديد من المشاريع. قامت الحكومة ببناء شبكات للري مثل مشروع مايوراكشي وتعهدت بإنشاء مصنع دورجابور للصلب، لكنها لم تنجح في إيقاف التدهور الذي شهدته الولاية. ازداد الفقر وفقدت ولاية البنغال الغربية مكانتها الرائدة وتأخرت بشكل كبير عن الولايات الهندية الأخرى في التنمية الصناعية. أدت الاضطرابات السياسية الكبيرة والإضرابات والعنف إلى شل الولاية على مدى العقود الثلاثة التي أعقبت التقسيم.

#### شمال شرق الهند
شبكات السكك الحديد التي كانت تربط الهند بولاية أسام (كانت تشمل كل شمال شرق الهند وقتها) كانت تمر بأراضي البنغال الشرقية. لذا قطعت  الخطوط الرابطة بين سيليجوري في شمال البنغال وكلكتا وآسام بشيتاغونغ، وانقطعت سكة حديد آسام بالكامل عن الشبكة الهندية. كانت هذه الخطوط عماد حركة الشحن في تلك المناطق، فتأثرت صناعتي الشاي والأخشاب بقوة وهي أهم صادرات تلك المنطقة. كانت آسام تعتمد على ميناء شيتاغونغ لتصدير الشاي واستيراد المواد الخام مثل الفحم الذي يستخدم في تجفيف أوراق الشاي. تأثرت الصناعة بشكل كبير بعد أن أصبحت شيتاغونغ جزءًا من باكستان.  توصلت الهند وباكستان في البداية إلى اتفاق يسمح بمرور سبكة الحديد الهندية في البنغال الشرقية  لكن الهند أصبحت ملزمة بدفع رسوم جمركية. أعادت الهند توصيل آسام بشبكة السكك الحديدية الوطنية عبر بناء خط سكة حديد بطول 229 كم عبر ممر سيليجوري بحلول عام 1950، ولكن أصبح يتوجب نقل صناديق الشاي من آسام لمسافة أطول بكثير للوصول إلى ميناء كلكتا. استمر تصدير بعض من الشاي عبر ميناء شيتاغونغ ولكن أوقفت باكستان تصدير المنتجات الهندية من شيتاغونغ بعد الحرب الباكستانية الهندية في عام 1965.
أعلنت باكستان الشرقية استقلالها باسم دولة بنغلاديش في عام 1971 لكن لم تُستأنف خدمات السكك الحديدية العابرة للحدود حتى عام 2003. قامت الهند بتحديث خط سكة حديد آسام إلى مقياس عريض يبلغ 5 أقدام و6 بوصات (1,676 ملم) حتى ديبروجاره بحلول عام 1990، مما ساهم في تسهيل حركة المرور في منطقة وادي براهمابوترا. لكن ظل القسم الجنوبي من شمال شرق الهند الذي يشمل تريبورة وميزورام ومانيبور ووادي باراك في آسام يعاني من مشكلة الاتصال بباقي الهند. وقد بدأت محادثات بين البلدين للسماح بحركة بمرور شبكة السكك الحديد من المنطقة والبر الرئيسي للهند عبر بنغلاديش. دُشن خط سكة حديد جديد يعبر بنغلاديش ويربط تريبورة بكلكتا في عام 2023، بهدف تقليص زمن السفر إلى 12 ساعة.

## معلومات المراجع الكاملة
- Baxter، Craig (1997). Bangladesh: From a Nation to a State. Boulder, CO: Westview Press. ISBN:0-8133-2854-3.
- Bose، Sugata (1986). Agrarian Bengal: Economy, Social Structure and Politics. Cambridge University Press. ISBN:978-0-521-30448-1. مؤرشف من الأصل في 2024-03-01.
- Chakrabarty، Bidyut (2004). The Partition of Bengal and Assam, 1932-1947: Contour of Freedom. RoutledgeCurzon. ISBN:0-415-32889-6. مؤرشف من الأصل في 2023-04-06. اطلع عليه بتاريخ 2019-08-16.
- Chatterji، Joya (2007). The Spoils of Partition: Bengal and India, 1947–1967. Cambridge University Press. ISBN:978-1-139-46830-5.
- Franda، Marcus F. (يوليو 1970). "Communism and Regional Politics in East Pakistan". Asian Survey. ج. 10 ع. 7: 588–606. DOI:10.2307/2642957. JSTOR:2642957.
- Fraser، Bashabi (2006). Bengal Partition Stories: An Unclosed Chapter. New York: Anthem Press. ISBN:978-1-84331-299-4.
- Harun-or-Rashid (2003). The Foreshadowing of Bangladesh: Bengal Muslim League and Muslim Politics, 1906-1947 (ط. Rev. and enl.). Dhaka: The University Press. ISBN:984-05-1688-4.
- Hill، K.؛ Seltzer، W.؛ Leaning، J.؛ Malik، S. J.؛ Russell، S. S. (2005). The Demographic Impact of Partition: Bengal in 1947. International Union for the Scientific Study of Population XXV International Population Conference, Tours, France, 18–23 July 2005. ص. 1–25. مؤرشف من الأصل (PDF) في 2006-09-01. اطلع عليه بتاريخ 2019-12-01.
- Islam، Sirajul، المحرر (1992). History of Bangladesh: 1704 - 1971. Dhaka: Asiatic Society of Bangladesh. ISBN:984-512-337-6.
- Jalal، Ayesha (1994) [First published 1985]. The Sole Spokesman: Jinnah, the Muslim League and the Demand for Pakistan. Cambridge University Press. ISBN:978-0-521-24462-6.
- Mahmood، Safdar (1972). A Political Study of Pakistan. Lahore: Sh. Muhammad Ashraf. OCLC:12188985.
- McDermott، Rachel Fell؛ Gordon، Leonard A.؛ Embree، Ainslie T.؛ Pritchett، Frances W.؛ Dalton، Dennis، المحررون (2014). Sources of Indian Traditions (ط. 3rd). Columbia University Press. ISBN:978-0-231-13830-7.
- Roy، Anjali Gera؛ Bhatia، Nandi (2008). Partitioned lives : narratives of home, displacement, and resettlement. New Delhi: Dorling Kindersley (India). ISBN:9788131714164. مؤرشف من الأصل في 2022-10-06. اطلع عليه بتاريخ 2016-02-13.
- Schendel، Willem van (2005). The Bengal Borderland: Beyond State and Nation in South Asia. Anthem Press. ISBN:978-1-84331-145-4. مؤرشف من الأصل في 2023-04-17.
- Sen، Shila (1976). Muslim Politics in Bengal, 1937-1947. New Delhi: Impex India. OCLC:2799332.
- Shamshad، Rizwana (2017). Bangladeshi Migrants in India: Foreigners, Refugees, or Infiltrators?. New Delhi: Oxford University Press. ISBN:978-0-19-947641-1.
- Tripathi, Amales (1998).  স্বাধীনতার মুখ [Svādhīnatāra mukha] (بالبنغالية). Ananda Publishers. ISBN:9788172157814.
- Ullah، Asma Zia (2013). "Abul Hashim: The Unsung Hero of the Freedom Movement". Pakistaniaat: A Journal of Pakistan Studies. ج. 5 ع. 2. مؤرشف من الأصل في 2024-03-10.
- Chattopadhyay، Subhasis (2016). "Review of Bengal Partition Stories: An Unclosed Chapter edited by Bashabi Fraser". Prabuddha Bharata or Awakened India. ج. 121 ع. 9: 670–672. ISSN:0032-6178. مؤرشف من الأصل في 2016-09-17. اطلع عليه بتاريخ 2016-09-04.
- Harun-or-Rashid (2012). "Suhrawardy, Huseyn Shaheed". في Islam، Sirajul؛ Jamal، Ahmed A. (المحررون). Banglapedia: National Encyclopedia of Bangladesh (ط. Second). الجمعية الآسيوية في بنغلاديش. مؤرشف من الأصل في 2016-03-07. اطلع عليه بتاريخ 2015-11-11.
- Harun-or-Rashid (2012). "Partition of Bengal, 1947". في Islam، Sirajul؛ Jamal، Ahmed A. (المحررون). Banglapedia: National Encyclopedia of Bangladesh (ط. Second). الجمعية الآسيوية في بنغلاديش. مؤرشف من الأصل في 2015-07-02. اطلع عليه بتاريخ 2015-11-11.
- Tan، Tai Yong؛ Kudaisya، Gyanesh (2000). The Aftermath of Partition in South Asia. Routledge. ISBN:0-415-17297-7.
- Prasad، Rajendra (1947). India Divided (ط. 3). Bombay: Hind Kitabs.
- Hashim S. Raza Mountbatten and the partition of India. New Delhi: Atlantic Publishers and Distributors, 1989. (ردمك 81-7156-059-8)
- Singh، J. J. (15 يونيو 1947). "Partition of India: British Proposal Said to be Only Feasible Plan Now". The New York Times (Letter to editor). ص. E8.
- Pandey، Gyanendra (2001). Remembering Partition: Violence, Nationalism, and History in India. Cambridge University Press. ISBN:0-521-00250-8.
- Mookerjea-Leonard, Debali. (2017). Literature, Gender, and the Trauma of Partition: The Paradox of Independence London and New York: Routledge. (ردمك 978-1138183100)